# Le Percy
 Le Percy  es una población y comuna francesa, en la región de Ródano-Alpes, departamento de Isère, en el distrito de Grenoble y cantón de Clelles.

## Historia
La comuna se denominó Percy hasta el 31 de diciembre de 2022.

## Demografía
| 89 | 68 | 66 | 77 | 101 | 111 |
| Para los censos de 1962 a 1999 la población legal corresponde a la población sin duplicidades (Fuente: INSEE [Consultar]) |    |    |    |     |     |